# Alpha Blondy
Alpha Blondy (* 1. ledna 1953, Dimbokro, Pobřeží slonoviny), rodným jménem Seydou Koné, je zpěvák a textař původem z Pobřeží slonoviny. Blondyho žánrem je reggae a texty jeho písní, které vyjadřují silné politické postoje a smysl pro humor, jsou zejména v jeho rodném jazyce dioula, francouzštině a angličtině, a občas v arabštině a hebrejštině.
Mimo hudby je též aktivistou. V roce 2005 byl jmenován mírovým vyslancem Organizace spojených národů v Pobřeží slonoviny.

## Diskografie
- 1982: Jah Glory
- 1984: Cocody Rock!!!
- 1985: Apartheid Is Nazism
- 1986: Jerusalem (featuring The Wailers)
- 1987: Revolution
- 1988: Rasta Poue'
- 1989: The Prophets
- 1992: Masada
- 1993: SOS Guerres Tribales
- 1993: Live Au Zénith (Paris)
- 1994: Dieu
- 1996: Grand Bassam Zion Rock
- 1997: Best Of
- 1998: Yitzhak Rabin
- 1999: Elohim
- 2001: Blondy Live Paris Bercy
- 2002: Merci
- 2005: Akwaba
- 2007: Alpha Blondy - Jah Victory